# 大字本城 (北九州市)
大字本城（おおあざほんじょう）は福岡県北九州市八幡西区の大字。住居表示未実施。郵便番号は807-0801。

## 地理
八幡西区の北端に位置し、東に御開、南東に本城、南に力丸町、南西に千代ケ崎、西に光貞台，本城学研台に接し、北に若松区と接する。

### 河川
- 一級河川 江川

### 湖沼
- 鵜ノ巣池
- 中谷池
- 相坂下池
- 寺ヶ浦池

## 地域の特徴
かつて遠賀郡本城村と呼ばれていた地域のうち、宅地化されずに残った地域である。起伏のある地形で、町域の南半分は山林となっている。町域の西縁に沿って国道199号（本城バイパス）が通り、町域の東部から北部にかけて県道278号払川折尾線が縦貫する。北部は農地と住宅地となっている。南部にある北九州市立本城霊園の中には源範頼が建てた本城城（蛭子谷城）の本丸跡があり、蛭子谷神社となっている。特別養護老人ホーム風の家，かぜの子保育園，認定こども園SAKURANBOがある。

## 歴史

### 地名の由来
源範頼が城を築いて本城としていたことに由来する。

### 沿革
- 1878年（明治11年）11月1日 - 郡区町村編制法の福岡県での施行により、行政区画としての遠賀郡が発足。遠賀郡本城村となる。
- 1889年（明治22年）4月1日 - 町村制施行により、折尾村、永犬丸村、則松村、本城村、陣原村の5村が合併し、洞南村が発足。本城村は洞南村大字本城となる。
- 1904年（明治37年）7月1日 - 洞南村が改称し、折尾村が発足。洞南村大字本城は折尾村大字本城となる。
- 1918年（大正7年）12月1日 - 折尾村が町制施行し、折尾町が発足。折尾村大字本城は折尾町大字本城となる。
- 1944年（昭和19年）12月8日 - 折尾町が八幡市に編入。折尾町大字本城は八幡市大字本城となる。
- 1963年（昭和38年）2月1日 - 八幡市、戸畑市、小倉市、若松市、門司市の5市が合併し、北九州市が発足。八幡市大字本城は北九州市八幡区大字本城となる。
- 1963年（昭和38年）4月1日 - 北九州市が政令指定都市に指定され、八幡区、戸畑区、小倉区、若松区、門司区の5区を設置。北九州市八幡区大字本城は北九州市八幡区大字本城となる。
- 1973年（昭和48年）6月1日 - 大字本城の一部が楠木一丁目 - 二丁目，星和町，友田一丁目 - 三丁目，丸尾町になる[5]。
- 1974年（昭和49年）4月1日 - 八幡区が八幡西区と八幡東区に分かれ、八幡区大字本城は八幡西区大字本城となる。大字本城の一部が折尾二丁目 - 五丁目になる[6]。
- 1978年（昭和53年）6月1日 - 大字本城の一部が医生ケ丘，大浦一丁目 - 三丁目，千代ケ崎一丁目 - 三丁目，光貞台一丁目 - 三丁目，力丸町になる[7]。
- 1980年（昭和55年）6月1日 - 大字本城の一部が自由ケ丘になる[8]。
- 1982年（昭和57年）6月1日 - 大字本城の一部が本城東一丁目 - 四丁目になる[9]。
- 1983年（昭和58年）6月1日 - 大字本城の一部が大浦三丁目に編入する[10]。
- 1985年（昭和60年）6月1日 - 大字本城の一部が貴船台，本城一丁目 - 三丁目，本城東五丁目 - 六丁目になる。大字本城の一部が星和町に編入する[11]。
- 1996年（平成8年）6月1日 - 大字本城の一部が御開一丁目 - 三丁目，本城四丁目 - 五丁目になる。大字本城の一部が本城三丁目に編入する[12]。
- 1998年（平成10年）6月1日 - 大字本城の一部が御開四丁目 - 五丁目になる[13]。
- 2009年（平成21年）6月1日 - 大字本城の一部が本城学研台二丁目に編入する[14]。
- 2018年（平成30年）6月23日 - 大字本城の一部が若松区塩屋一丁目に編入する[15]

## 世帯数と人口
2025年（令和7年）3月31日現在（北九州市発表）の世帯数と人口は以下の通りである。
| 大字     | 世帯数  | 人口    |
| -------- | ------- | ------- |
| 大字本城 | 741世帯 | 1,421人 |

### 人口の変遷
国勢調査による人口の推移。
| 1995年（平成7年）  | 4,667人 | [ 16 ] |  |
| 2000年（平成12年） | 929人   | [ 17 ] |  |
| 2005年（平成17年） | 1,228人 | [ 18 ] |  |
| 2010年（平成22年） | 1,154人 | [ 19 ] |  |
| 2015年（平成27年） | 1,512人 | [ 20 ] |  |
| 2020年（令和2年）  | 1,560人 | [ 21 ] |  |

### 世帯数の変遷
国勢調査による世帯数の推移。
| 1995年（平成7年）  | 1,549世帯 | [ 16 ] |  |
| 2000年（平成12年） | 341世帯   | [ 17 ] |  |
| 2005年（平成17年） | 437世帯   | [ 18 ] |  |
| 2010年（平成22年） | 441世帯   | [ 19 ] |  |
| 2015年（平成27年） | 635世帯   | [ 20 ] |  |
| 2020年（令和2年）  | 654世帯   | [ 21 ] |  |

## 学区
市立小・中学校に通う場合、学区は以下の通りとなる。
| 大字     | 番地 | 小学校                   | 中学校               |
| -------- | ---- | ------------------------ | -------------------- |
| 大字本城 | 一部 | 北九州市立本城小学校     | 北九州市立本城中学校 |
| 大字本城 | 一部 | 北九州市立ひびきの小学校 | 北九州市立洞北中学校 |

## 交通

### バス
域内のバス停と系統は以下のとおりである。
| 運行事業者 | 運行事業者 | 北九州市交通局 |
| 系統       | 系統       | 36             |
| 停留所     | 本城三丁目 | ○              |
| 停留所     | 相坂       | ○              |

### 道路
- 国道199号（本城バイパス）
- 県道278号払川折尾線

## 施設

### 教育施設
- 認定こども園SAKURANBO

### 社会福祉施設
- かぜの子保育園
- 特別養護老人ホーム風の家

### 公園
- 本城二丁目公園

### その他
- 北九州市立本城霊園